# Basquén
Basquén är en ort i Mexiko.   Den ligger i kommunen Comitán Municipality och delstaten Chiapas, i den sydöstra delen av landet, 800 km öster om huvudstaden Mexico City. Basquén ligger 1 990 meter över havet och antalet invånare är 115.
Terrängen runt Basquén är kuperad. Runt Basquén är det ganska tätbefolkat, med 67 invånare per kvadratkilometer. Närmaste större samhälle är Comitán, 11,1 km sydost om Basquén. I omgivningarna runt Basquén växer huvudsakligen savannskog.